# محوطه زبرینگ
محوطه زبرینگ مربوط به دوران پیش از تاریخ ایران باستان تا دوران‌های تاریخی پس از اسلام است و در شهرستان نیک‌شهر، بخش فنوج، روستای زبرینگ واقع شده و این اثر در تاریخ ۷ مهر ۱۳۸۱ با شمارهٔ ثبت ۶۴۷۷ به‌عنوان یکی از آثار ملی ایران به ثبت رسیده‌است.